# Мегаладапіс Едвардса
Мегаладапіс Едвардса (Megaladapis edwardsi) — вид вимерлих велетенських лемурів підроду Peloriadapis з роду Megaladapis родини Megaladapidae. Найбільший представник роду.

## Опис
Довжина його тіла становила 1,3-1,5 м, передбачувана вага — 70-100 кг, за деякими джерелами сягала навіть 200 кг. Череп був витягнутий і вигнутий трохи вгору, 27,7-31,7 см завдовжки. Для цього виду характерні найбільші в роді моляри (висота першого корінного — близько 18,8 мм). Нижня щелепа була міцна і непропорційна з зубами, міцнішими за горілові. Мозок був невеликий порівняно з рештою тіла. Форма носових кісток спонукає дослідників припускати про наявність у цього лемура витягнутої і рухливої губи.

## Спосіб життя
Був здатний повзати деревами. Втім вів переважно наземний спосіб життя, пересуваючись рачки. Його рештки знаходили біля боліт та відкладень озерного мулу. Живився рослинною їжею, переважно листям.

## Розповсюдження
Його залишки знаходили у південній та південно-західній частині Мадагаскару. Деякі радіовуглецеві датування дозволяють допустити, що він вимер пізніше за інших видів і все ще існував під час прибуття португальців в 1504 році. Розповіді місцевого населення начебто свідчать про те, що він протримався у віддалених лісових районах до XVII століття. Причинами вимирання називають наступні: зникнення більшості лісів, велика посуха,  діяльність людини, можливо усі фактори разом.